# Elyria (Kansas)
Elyria es un lugar designado por el censo ubicado en el condado de McPherson en el estado estadounidense de Kansas. En el censo de 2020 tenía una población de 120 habitantes y una densidad poblacional de 9,69 habitantes por km². Fue incluido como CDP en el censo de 2020. 

## Geografía
Elyria se encuentra ubicado en las coordenadas 38°17′26″N 97°37′37″O / 38.29056, -97.62694. Según la Oficina del Censo de los Estados Unidos,  tiene una superficie total de 12,38 km², todos correspondientes a tierra firme.